# Parco nazionale Øvre Dividal
Il parco nazionale Øvre Dividal è un parco nazionale della Norvegia, nella contea di Troms. È stato istituito nel 1971 e occupa una superficie di 750 km².